# O Corvo (1994)
O Corvo (em inglês:  The Crow) é uma adaptação cinematográfica da história em quadrinhos homônima de James O'Barr. O filme foi produzido em 1994, coescrito por David J. Schow e John Shirley e dirigido por Alex Proyas, a ideia original do filme seria um musical, com O Corvo sendo estrelado por Brandon Lee.

## Enredo
Eric Draven e sua noiva são brutalmente assassinados na Noite do Demônio (Devil's Night), a noite que precede o Halloween. Um ano depois, Eric volta do mundo dos mortos guiado por um corvo. Inicialmente sem lembranças do ocorrido, volta ao seu antigo loft onde recorda as memórias e a dor da morte. Eric pinta em seu rosto os traços de um palhaço feliz e distorcido e inicia uma caçada para vingar-se de seus assassinos. 
Os bandidos são mortos um a um, até que Eric, com o auxílio do sargento Albrecht, se encontra com o maior criminoso da cidade, Top Dollar e a sua irmã, que entretanto conseguiu apanhar o corvo. Ela descobriu que o sofrimento do corvo (pássaro) seria transposto para Eric, colocando assim a sua imortalidade em perigo. 
No final do filme Eric mata o Top Dollar que é o líder da gangue de assassinos  e que também assassinou ele e sua noiva.

## Elenco
| Elenco              | Personagem                         |
| Brandon Lee         | Eric Draven                        |
| Rochelle Davis      | Sarah                              |
| Sofia Shinas        | Shelly Webster                     |
| Ernie Hudson        | Sargento Albrecht                  |
| Michael Wincott     | Top Dollar                         |
| Bai Ling            | Myca                               |
| Anna Levine         | Darla                              |
| Tony Todd           | Grange                             |
| David Patrick Kelly | T-Bird                             |
| Michael Berryman    | Skull Cowboy (cenas deletadas)     |
| Henry Rollins       | Motorista de carro (não creditado) |
| Michael Massee      | Fun boy                            |

## Morte deBrandon Lee
A realização deste filme foi marcada pela morte de Brandon Lee, filho de Bruce Lee. Uma das cenas rodadas para o filme requeria que uma arma fosse carregada, engatilhada e apontada para a câmera mas, por causa da curta distância do take, a munição carregada era de verdade mas sem pólvora. Após a realização desta cena, o assistente do armeiro (não o armeiro, que já havia deixado o set) limpou a arma para retirar as cápsulas, derrubando um dos projéteis no cano. A cena seguinte a ser filmada envolvendo aquela arma era o estupro de Shelly, sendo que a arma foi carregada com festim (que normalmente tem duas ou três vezes mais pólvora do que um projétil normal, para fazer um barulho alto). Lee entrou no set carregando uma sacola de supermercado contendo um saco de sangue explosivo. No roteiro constava que Funboy (Michael Massee) deveria atirar em Eric Draven (Brandon Lee) quando ele entrasse na sala, estourando o saco de sangue. O projétil que estava preso no cano foi disparado em Lee através da sacola que ele carregava, matando-o.

## Principais prêmios e indicações
Prêmio Saturno 1995 (Academy of Science Fiction, Fantasy & Horror Films, EUA)
- Indicado na categoria de Melhor Figurino, Melhor Diretor, Melhor Filme de Terror e Melhores Efeitos Especiais.

MTV Movie Awards 1995 (EUA)
- Venceu na categoria de Melhor Canção (Stone Temple Pilots)
- Indicado nas categorias de Melhor Ator (Brandon Lee) e Melhor Filme.

## Trilha sonora
- Burn - The Cure
- Golgotha Tenement Blues - Machines Of Loving Grace
- Big Empty - Stone Temple Pilots
- Color Me Once - Violent Femmes
- Dead Souls - Nine Inch Nails
- Darkness of Greed - Rage Against The Machine
- Snakedriver - The Jesus and Mary Chain
- Time Baby Iii - Medicine
- After The Flesh - My Life With The Thrill Kill Kult
- Milktoast - Helmet
- Ghostrider - Rollins Band
- Slip Slide Melting - For Love Not Lisa
- The Badge - Pantera
- It Can't Rain All The Time - Jane Siberry

## Sequências
A produção tem quatro sequências que, embora sejam baseadas na mesma premissa, contam com personagens e enredos diferentes do original. São eles:
- O Corvo: A Cidade dos Anjos (The Crow: City of Angels), de 1996.
- O Corvo: A Salvação (The Crow: Salvation), de 2000.
- O Corvo: Vingança Maldita (The Crow: Wicked Prayer), de 2005.